# Hallein
Hallein è un comune austriaco di 20 769 abitanti nel distretto di Hallein, nel Salisburghese, del quale è capoluogo e centro maggiore; ha lo status di città capoluogo di distretto (Bezirkshauptstadt).

## Geografia fisica
La città, attraversata dal fiume Salzach, si trova a circa 15 km a sud di Salisburgo ed è vicina al confine tedesco (confina con i comuni di Berchtesgaden e Marktschellenberg, in Baviera).

## Storia
Il territorio di Hallein, e principalmente della sua frazione Dürrnberg, a causa delle sue condizioni geologiche particolari, fu già usato come stanziamento da cacciatori nomadi nel III millennio a.C. Attorno al 600 a.C., con il progressivo smantellamento del nucleo geologico salino della montagna, la località venne popolata dai Celti, che vi si stanziarono vista la ricchezza che il commercio di sale avrebbe procurato. Parte della regione celtica del Norico confluì nel I secolo a.C. nell'Impero romano, costituendo la provincia del Norico.
Nel 1938 ha inglobato i comuni soppressi di Dürrnberg e Oberalm (quest'ultimo tornato autonomo nel 1952).

## Monumenti e luoghi d'interesse

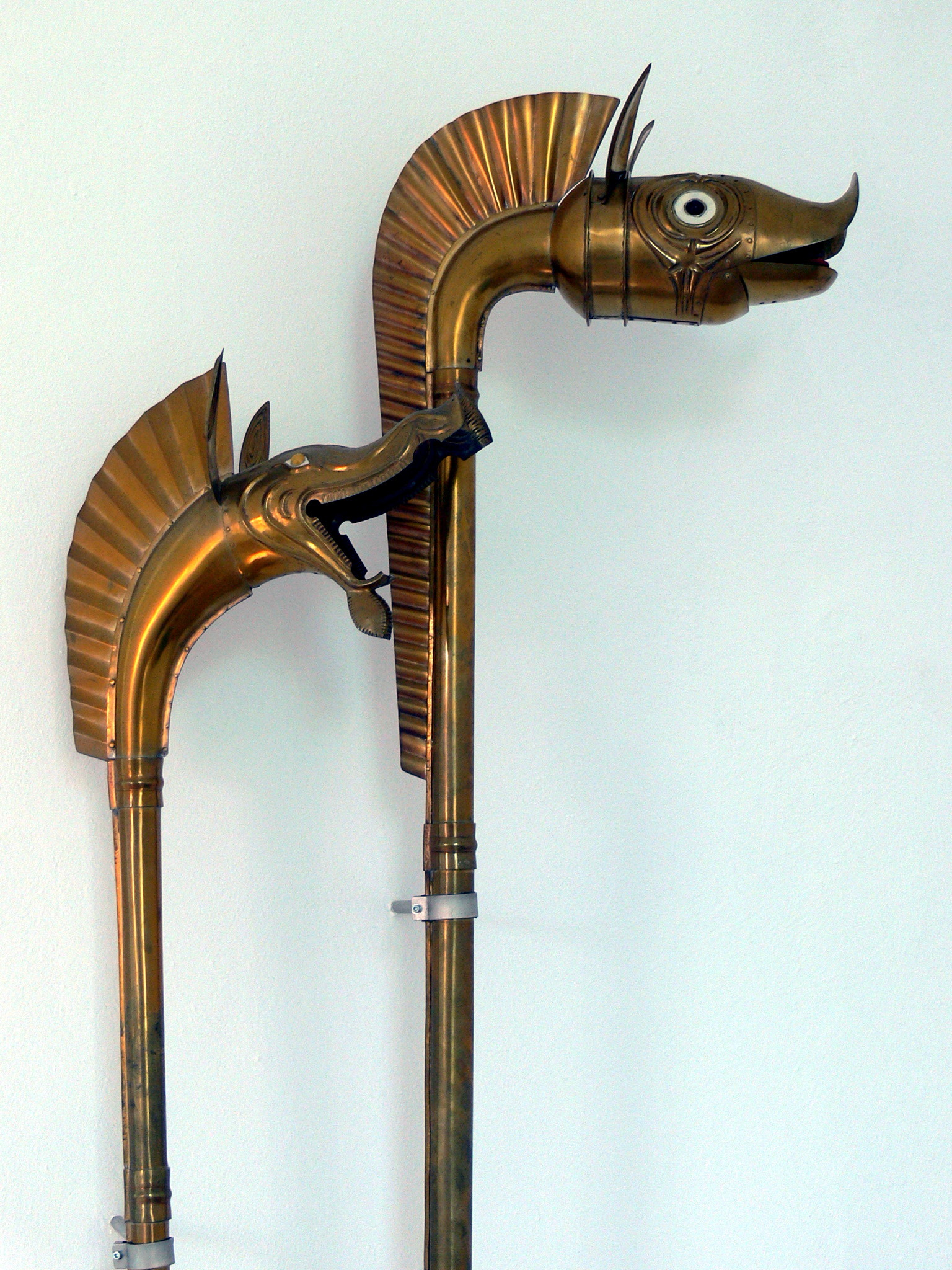
Ricostruzione di una carnyx al Museo celtico di Hallein

### Architetture militari e civili
- Castel Wiespach
- Castel Rif
- Castel Gartenau

### Altro
- Miniere di sale di Dürrnberg, meta turistica e simili a quelle di Hallstatt e di Altaussee.
- Museo celtico (Keltenmuseum)
- Stille-Nacht-Museum.

## Geografia antropica

### Suddivisioni amministrative
Il territorio comunale è ripartito in nove quartieri (tra parentesi la popolazione al 1º gennaio 2015): Adneter Riedl (295), Au (1 357), Bad Dürrnberg (777), Burgfried (3 305), Gamp (368), Gries (364), Hallein (6 803), Neualm (3 613) e Taxach (3 725).

## Infrastrutture e trasporti
La città è servita dalla strada statale B159 Salzachtal Straße e dall'autostrada A10 Tauern Autobahn, che collega Salisburgo con Villaco verso i confini con la Slovenia (Jesenice) e Italia (Tarvisio).
Hallein si trova lungo un'importante arteria ferroviaria nazionale, la Salzburg-Tiroler-Bahn che collega Salisburgo con Innsbruck e Klagenfurt. Tale tracciato è collegato alla linea S3 (Berchtesgaden-Salisburgo-Golling an der Salzach) della S-Bahn di Salisburgo.

## Amministrazione
Dal 2019 il sindaco è Alexander Stangassinger (SPÖ). I partiti rappresentati nel consiglio comunale sono SPÖ (9 consiglieri), ÖVP (8), Verdi (3), BASIS (ex FPÖ) (3), NEOS (1) e indipendente (ex ÖVP) (1).